# آرامگاه قدیمی ادکان
آرامگاه قدیمی ادکان مربوط به اواخر دوره ایلخانی - دوره تیموریان است و در شهرستان اسفراین، روستای ادکان واقع شده و این اثر در تاریخ ۸ مرداد ۱۳۸۱ با شمارهٔ ثبت ۵۹۴۸ به‌عنوان یکی از آثار ملی ایران به ثبت رسیده است.

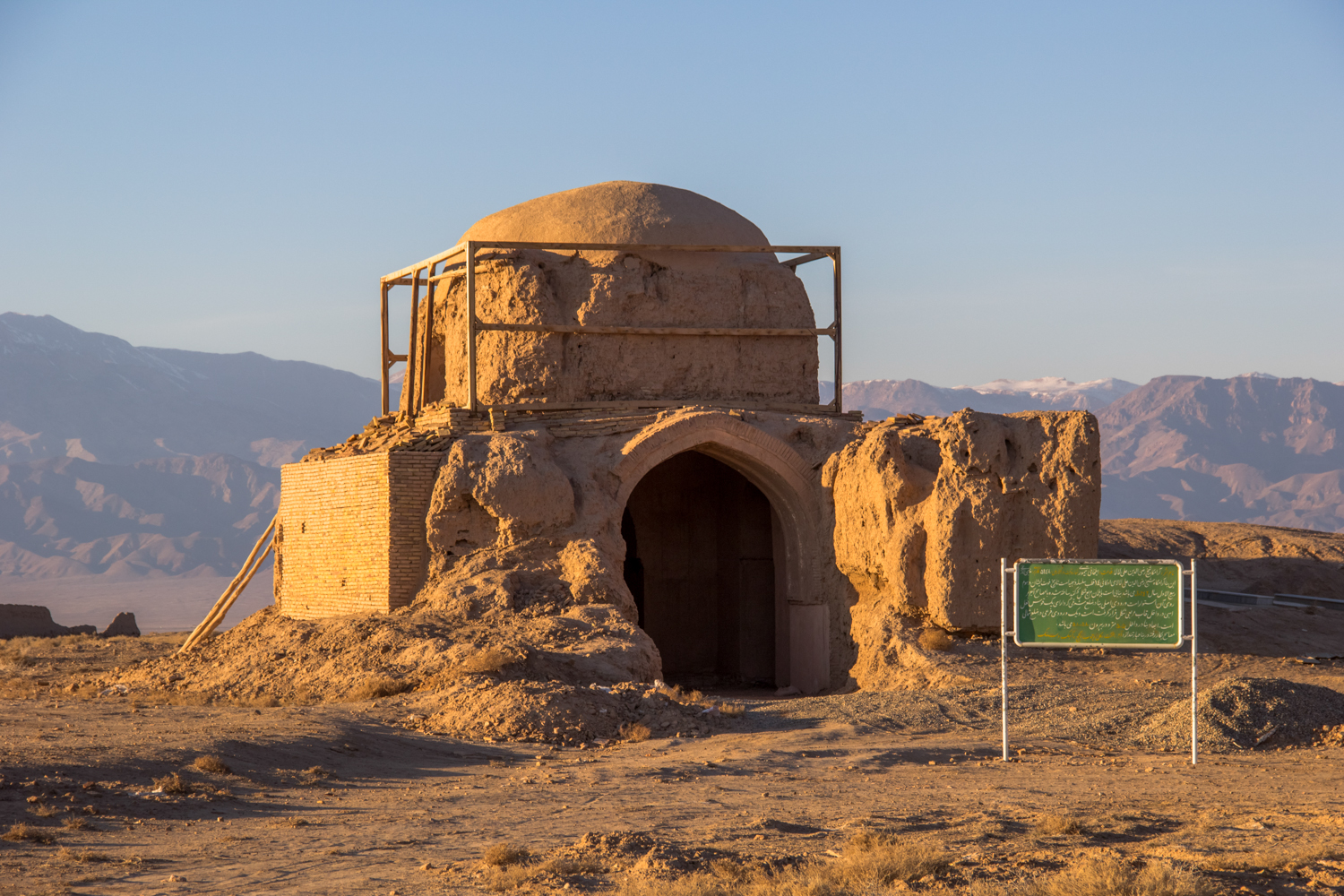
آرامگاه قدیمی ادکان